# Моисеј Урицки
Моисеј Соломонович Урицки (рус. Моисей Соломонович Урицкий; Черкаси, 14. јануар 1873. у Черкасију — 17. август 1918) био је бољшевички револуционарни вођа и политичар у Русији.